# Napomyza nigriceps
Napomyza nigriceps är en tvåvingeart som beskrevs av Frederik Maurits van der Wulp 1871. Napomyza nigriceps ingår i släktet Napomyza och familjen minerarflugor.
Artens utbredningsområde är Nederländerna. Arten har ej påträffats i Sverige. Inga underarter finns listade i Catalogue of Life.